# 迷青瑣倩女離魂
《倩女離魂》，全名為《迷青瑣倩女離魂》，取材自唐朝陳玄祐所作傳奇《離魂記》，是由元曲作家鄭光祖所創作的雜劇。今有《古名家雜劇》本、《元曲選》本、顧曲齋本、《柳枝集》本等四種版本。

## 故事梗概
劇本塑造了敢於違背封建禮教規範，追求愛情的幸福生活的女性形像。
《元曲選》本題目正名：
調素琴王生寫恨　
迷青瑣倩女離魂

### 楔子
王文舉與張倩女經父母指腹為婚，倩女母因文舉未有功名不許其成婚，令倩女拜王生為兄。然倩女與王生一見鍾情。

### 第一折
文舉赴京應試，倩女送王生起程。

### 第二折
王生赴試，倩女(離魂)月夜追隨文舉上京。

### 第三折
文舉考得一個官職，向家中寄信。倩女因思念王生，身染疾病。收到信后，誤以爲王生在中舉後另娶，大爲悲痛。

### 第四折
王生與倩女魂魄同返故鄉。倩女魂魄與久臥床榻的倩女的病體合二而一，最後倩女與文舉成親。

## 角色
旦：夫人
正末：王文舉
正旦（魂旦）：張倩女
淨：張千
梅香

## 外部連結
- . 文匯報. 2005-08-31  [2010-03-03]. （原始内容存档于2020-05-01）.
- . 山西新華網. 2005-07-20. （原始内容存档于2012-05-24）.